# República de Mirdita
A República de Mirdita (Republika e Mirditës) foi uma república não reconhecida de curta duração declarada no norte da Albânia por Marka Gjoni e seus seguidores. Existiu entre 17 de julho e 20 de novembro de 1921. Gjoni liderou sua tribo católica romana Mirdita em uma rebelião contra a regência albanesa e o parlamento estabelecido após a Primeira Guerra Mundial. O Reino dos Sérvios, Croatas e Eslovenos (mais tarde Iugoslávia) e seu recém-entronizado rei Aleksandar Karadjordjevic, apoiaram Gjoni com base em seu interesse de ter outra região separatista dentro da Albânia, enfraquecendo o recém-criado estado albanês e aguçando o antagonismo religioso.
Marka Gjoni proclamou em Prizren a fundação de uma República independente de Mirdita . Gjoni foi o único presidente da república. Como a república violou a soberania do estado albanês, as tropas do governo albanês lutaram e eventualmente extinguiram a república. O suposto governo da república foi invadido pelo governo albanês, embora nenhuma perseguição real tenha caído sobre os principais líderes. Marka Gjoni fugiu para a Iugoslávia, mas depois voltou para a Albânia e permaneceu ativo na vida política das terras altas até sua morte em 1925.